# Maratona di danza

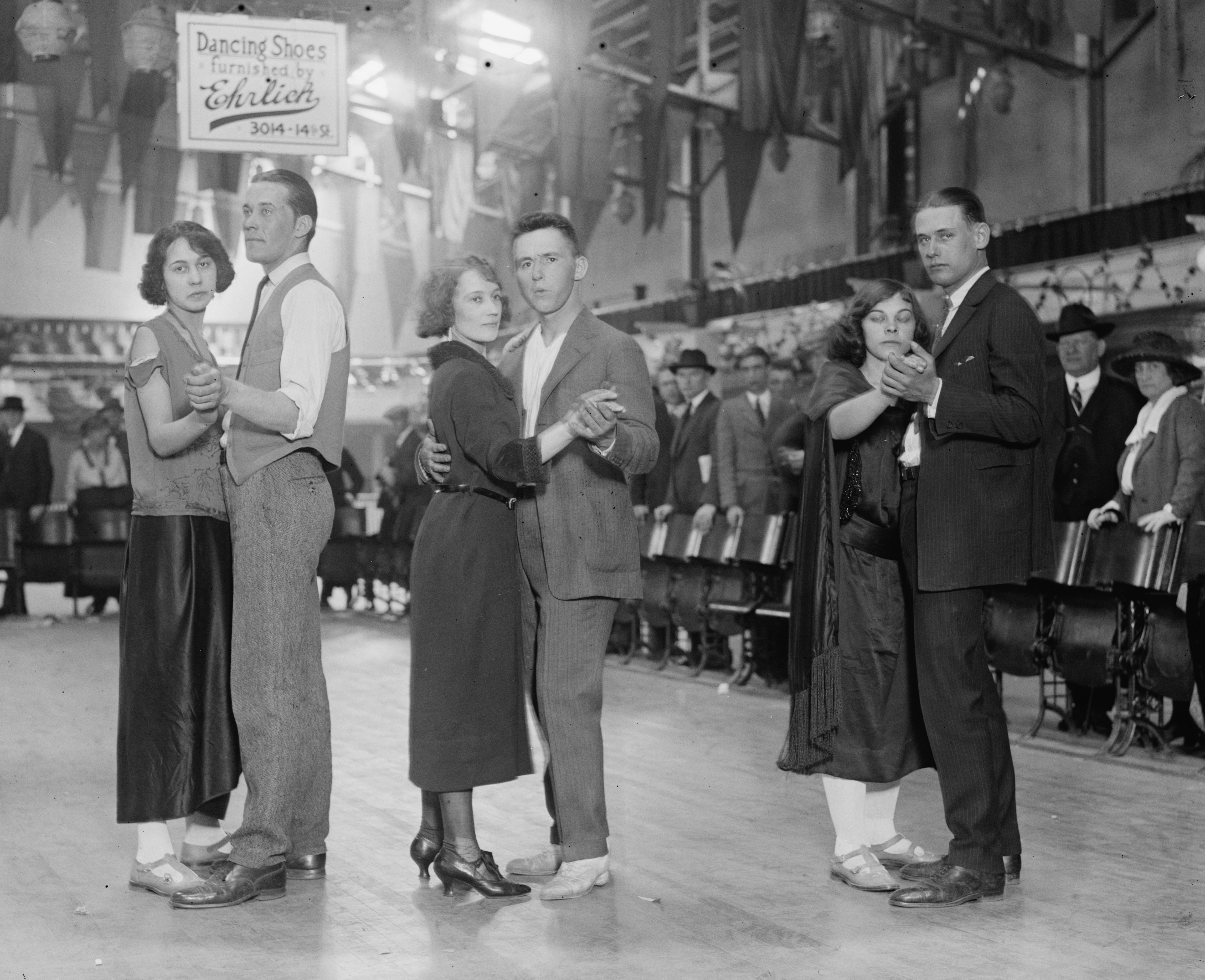
Una maratona di danza nel 1923

Una maratona di danza è un evento in cui i partecipanti ballano o camminano a tempo di musica per un lungo periodo di tempo.

## Storia
Le maratone di danza risultano nate negli anni venti divenendo una forma di intrattenimento popolare durante la Grande depressione degli anni trenta. Prima dello sviluppo dei reality show, le maratone di danza oscurarono la linea tra teatro e realtà e spinsero diverse persone a competere fra loro per raggiungere la fama o vincere premi monetari. Il film Non si uccidono così anche i cavalli? del 1969, basato sull'omonimo romanzo di Horace McCoy, un buttafuori che ha assistito a diverse maratone di ballo, rese popolare il fenomeno e spinse gli studenti di varie università a  creare maratone di ballo di beneficenza. Questo genere di eventi può perdurare da qualche ora a diverse settimane.